# Novación
En derecho, se define la novación como la modificación o extinción de una obligación jurídica o transmisión por parte de otra obligación posterior. Si extingue una obligación, es denominada novación propia o extintiva, si modifica esencialmente la obligación preexistente, se la denomina novación impropia o modificativa.
La Novación objetiva es un contrato mediante el cual la parte extingue la obligación originaria sustituyendo ésta con una nueva obligación con objeto o título diverso. La institución en comento aparentemente tiene la categoría de modo de extinguir las obligaciones, en particular del modo no satisfactorio en cuanto no cumple el interés del acreedor. El débito se extingue, pero el crédito no fue satisfecho.

## Clases de novaciones
Se puede distinguir las siguientes clases de novación:
- Subjetiva, que se subdivide en activa o del acreedor y pasiva o del deudor.
- Objetiva
- Mixta

Por su constitución se divide también en expresa o tácita y en convencional o legal, aunque la doctrina solo acepta la convencional.
Es cierto también que en la actualidad el legislador trata de nuevo este problema que supone una no clara definición.

## Requisitos de la novación
1: Se requiere que exista una obligación que se trata de extinguir.

2: Que se dé nacimiento a una nueva obligación.

3: Que la obligación nueva sea diferente de la antigua.

4:Que las partes tengan la capacidad necesaria para novar.

5:Que las partes tengan la intención de novar, o voluntad de novar (animus novandi).

## Efectos de la novación
1. Si el deudor estaba en mora, deja de estarlo.

2. El plazo de prescripción se extingue y empieza a correr otro nuevo con la nueva obligación.

3. No hay ninguna responsabilidad con la nueva obligación.

4. Se extingue la prenda y la hipoteca que estaban con la primera obligación.

5. La novación libera a los codeudores solidarios que no hayan accedido a la nueva obligación.
La diferencia entre obligaciones facultativas y novación: es que en las obligaciones facultativas debe pactarse desde el principio que el deudor puede pagar con cosa diferente la cosa debida, si no se pacta será una novación.

## Novación de hipoteca
La novación es el nombre jurídico que se da al cambio en las condiciones de la hipoteca sin cambiar de entidad financiera. Según la regulación de cada país, se permiten realizar diferentes tipos de cambios.

### La novación de hipoteca en España
Para modificar hipotecas, existen dos posibilidades, una es la novación y la otra es la subrogación. La novación, en España, es utilizada para hacer modificaciones en el contrato de la hipoteca sin cambiar de banco, es decir, negociando unas mejores condiciones en la misma entidad donde se tiene la hipoteca.
La novación se produce cuando tienes una hipoteca con una entidad financiera y quieres hacer cambios en las condiciones del préstamo hipotecario. Las comisiones pueden variar de entidad a entidad.
La novación permite realizar distintos cambios sobre la hipoteca
- Cambiar el tipo de interés pactado inicialmente con la entidad
- Hacer un cambio de índice de referencia, pasar por ejemplo del IRPH (usado más frecuentemente antes) a EURIBOR
- Realizar ampliaciones de capital
- Realizar reducciones o ampliaciones en el plazo de amortización

En España, la novación es un proceso más sencillo y barato que la subrogación pero igualmente supone gastos que dependerán de los cambios que se realicen en el contrato de la hipoteca. Además, los bancos establecen comisiones por modificación de contrato, generalmente entre 0% y 1% del capital pendiente a pagar de la hipoteca.
Además de la comisión del banco, en España, existen otros gastos
- Notario: Entre 0,2% y 0,5% del capital pendiente
- Registro de la Propiedad: Se estima que son el 50% de los gastos del Notario
- Gestoría: Se contrata con una empresa privada y es negociable ya que no está regulada
- Tasación: Los precios por tasación varían de acuerdo a la vivienda que se tase, normalmente este importe se encuentra entre 250 y 350 euros

Además existe un impuesto, pero solo se cobra si se realizan ampliaciones de capital. En este caso se deberá pagar el Impuesto sobre Actos Jurídicos Documentados (IAJD) que es normalmente el 0,5% sobre el capital que se está ampliando. El porcentaje de este impuesto puede ser diferente en distintas comunidades autónomas de España.

## Realización
La novación objetiva puede realizarse por lo siguiente:
- Por cambio de causa.

- Por cambio de objeto.

- Por cambio de condiciones principales.

La novación subjetiva puede realizarse por lo siguiente:
- Por cambio de deudor, con aceptación expresa del acreedor. Tiene dos modalidades: Expromisión, cuando la tercera persona, nuevo único deudor, toma sobre sí la obligación, sin intervención del deudor primitivo. Y delegación, cuando el deudor primitivo presenta a la tercera persona, nuevo único deudor.

- Por cambio de acreedor, con la aceptación expresa del deudor: En la práctica se da poco, prefiriéndose la figura jurídica de cesión de crédito, que no precisa la aceptación del deudor, sino solo la notificación del cambio de acreedor.

La novación mixta comprende a la vez alguno de los supuestos de la novación objetiva y de la novación subjetiva, con animus novandi la de primitiva obligación.

## Reseña histórica

### Roma
La novación tuvo gran importancia en el derecho romano, definiéndola Ulpiano ( Véase Corpus Iuris Civilis), en el Digesto, libro 46, título 2 fr. 1º como Novatio es prioris debiti in aliam obligationem..trasfusio at que translatio, empleada como procedimiento único de modificar el vínculo obligacional entre las partes, en forma convencional o mediante stipulatio.

### Derecho Germánico
En el derecho germánico la novación clásica romana fue sustituida por las siguientes tres figuras jurídicas:
- Modificación de la obligación llamada contrato de modificación.

- Transmisión de crédito conocida con el nombre de cesión de crédito.

- Asunción de la deuda .

### Doctrina Moderna
En la doctrina moderna se admite la novación clásica extintiva y la llamada novación modificativa, adaptando dicha institución jurídica y sus afines instituciones a las soluciones jurídicas necesarias en cada caso según la voluntad de las partes y las necesidades del tráfico jurídico.